# Vincenzo Bellini
Vincenzo Salvatore Carmelo Francesco Bellini (3. listopadu 1801, Catania, Sicilské království – 23. září 1835, Puteaux u Paříže, Francie) byl italský hudební skladatel, spolu s Gioacchinem Rossinim, Gaetanem Donizettim a Saveriem Mercadante jeden z nejvýznamnějších představitelů italského operního stylu belcanto.

## Život a dílo

### Mládí

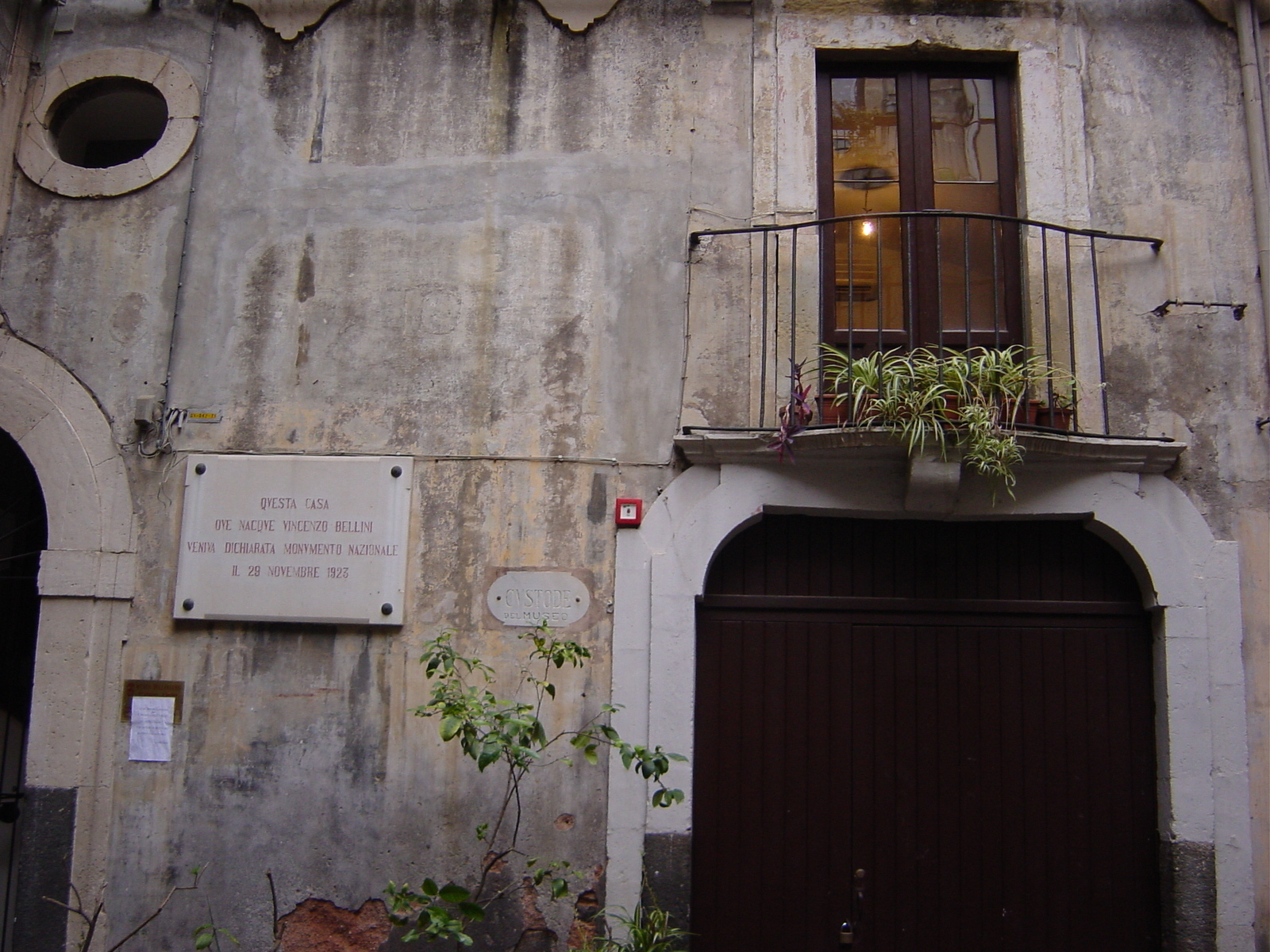
Rodný dům Vincenza Belliniho

Vincenzo Bellini se narodil pravděpodobně 3. listopadu 1801 v Catanii na ostrově Sicílie. Vyrůstal v hudební rodině a prvotní hudební vzdělání mu poskytl jeho dědeček Vincenzo Tobia Bellini (1744–1829), kapelník katedrály v Catanii. Díky finanční podpoře vévody a vévodkyně Sammartino v roce 1819 opustil Bellini své rodné město a začal studovat na neapolské konzervatoři Reale Collegio di Musica di San Sebastiano. Jeho učiteli byli zpočátku Giovanni Furno (harmonie), Giacomo Tritto (kontrapunkt) a Carlo Conti (cembalo). Celou školu řídil významný operní skladatel Niccolò Antonio Zingarelli, u něhož později Bellini také studoval. Výuka zde byla zaměřena na studium děl mistrů neapolské operní školy, ale také skladeb vídeňských klasiků Josepha Haydna a Wolfganga Amadea Mozarta. Během studií napsal řadu duchovních skladeb, z části určených pro produkci v rodné Catanii, ale také například jednovětou varhanní sonátu – své jediné varhanní dílo.

### Počátky skladatelské dráhy
V roce 1824 napsal jako závěrečnou práci konzervatorijních studií svou první operu, Adelson e Salvini, na libreto Andrea Leone Tottoly, libretisty neapolských dvorních divadel. Ten předtím vytvořil několik libret pro tehdy již velmi proslulého Rossiniho (Mojžíš v Egyptě, Ermione, Jezerní paní, Zelmira) a v té době poskytoval libreta ke zhudebnění především Donizettimu (La zingara či Il castello di Kenilworth). Opera byla provedena na školním představení v divadle konzervatoře a studenti si jí oblíbili natolik, že byla reprízována po celý rok každou neděli.
Konzervatoř měla smlouvu s královskými divadly, která zaručovala nejlepšímu studentovi provedení kantáty či opery profesionálním souborem. Díky osobní intervenci ředitele Zingarelliho dostal Bellini roku 1825 šanci napsat ne jednoaktovou, ale rovnou celovečerní operu a navíc ještě možnost výběru libretisty, kterým nemusel být oficiální libretista Tottola. Námětem nového libreta Domenica Gilardoniho byla hra z roku 1820 Bianca e Fernando alla tomba di Carlo IV, Duca d'Agrigento (Bianca a Fernando u hrobky Karla IV., vévody z Agrigenta), jednalo se o vůbec první libreto tohoto autora. Název opery však musel být z původního Bianca e Fernando změněn na Bianca e Gernando, neboť nástupník trůnu byl nositelem stejného jména a tudíž nebylo žádoucí uvádět na neapolské královské scéně operu či hru užívající jména Ferdinand. Jméno hlavní operní postavy ale změněno nebylo. Nové dílo měla premiéru 30. května 1826, kdy slaví svátek Ferdinand v neapolském Teatro di San Carlo. Titulní roli tu zpíval tenorista Giovanni Battista Rubini, kterému Bellini svěřoval role i v dalších letech. Jednalo se o velký úspěch, i král, panovník Království obojí Sicílie, porušil dvorní etiketu a tleskal ve stoje. Premiéru navštívil i Donizetti, jenž v dopise svému učiteli Simonu Mayrovi do Bergama napsal: „Je to krásné, krásné, krásné, zejména proto, že je to jeho první opera.“ Úspěch této opery byl tak velký, že Bellini získal na začátku roku 1827 od impresária Domenica Barbaji objednávku na novou operu pro milánskou La Scalu.
Mezi lety 1827–1833 pobýval Bellini především v Miláně, kde nezastával žádnou oficiální funkci v operním souboru a žil pouze z příjmů ze svých skladeb. Ihned po svém příjezdu se seznámil se skladatelem Saveriem Mercadantem, taktéž absolventem neapolské konzervatoře od Zingarelliho, který právě zkoušel svou novou operu Il Montanaro. Kromě toho se Bellini seznámil s libretistou Felicem Romani, který mu navrhl námět pro další operu, Il Pirata (Pirát), jež se stala trvalou součástí světového repertoáru. Romani pak vytvořil libreta pro další Belliniho opery, krom poslední (I puritani), složenou po jejich rozchodu. V premiérové inscenaci opět účinkovala dvojice z neapolského provedení Biancy a Gernanda, tj. tenorista Rubini a sopranistka Henriette Méric-Lalande spolu s předním barytonistou té doby Antoniem Tamburini a toto představení mělo velký úspěch, po premiéře 17. října 1827 bylo sehráno ještě 15 vyprodaných představení a brzy následovalo uvedení ve Vídni a Neapoli, kde opět účinkovali oba mužští představitelé.
Začátkem roku 1828 byl vyzván, aby zkomponoval operu pro otevření divadla Teatro Carlo Felice v Janově. Bellini však nenapsal novou operu, ale pro tuto příležitost přepracoval ve spolupráci s libretistou Romanim svou neapolskou Bianca e Gernando a uvedl ji pod původně zamýšleným názvem Bianca e Fernando. V dopise svému celoživotnímu příteli ze studií Francescu Florimovi o nové verzi napsal:„z celé Bianky jsou zcela nezměněny pouze velký duet a romansa; vše ostatní je změněno a asi polovina je nová“. Provedení této verze bylo ještě větším úspěchem, než předchozí neapolské uvedení.
Z Janova se skladatel navrátil zpět do Milána, kde podepsal v červnu 1828 smlouvu na novou operu pro karnevalovou sezónu za honorář tisíc dukátů, oproti 150 dukátům za jeho první operu.

### Vrcholné období

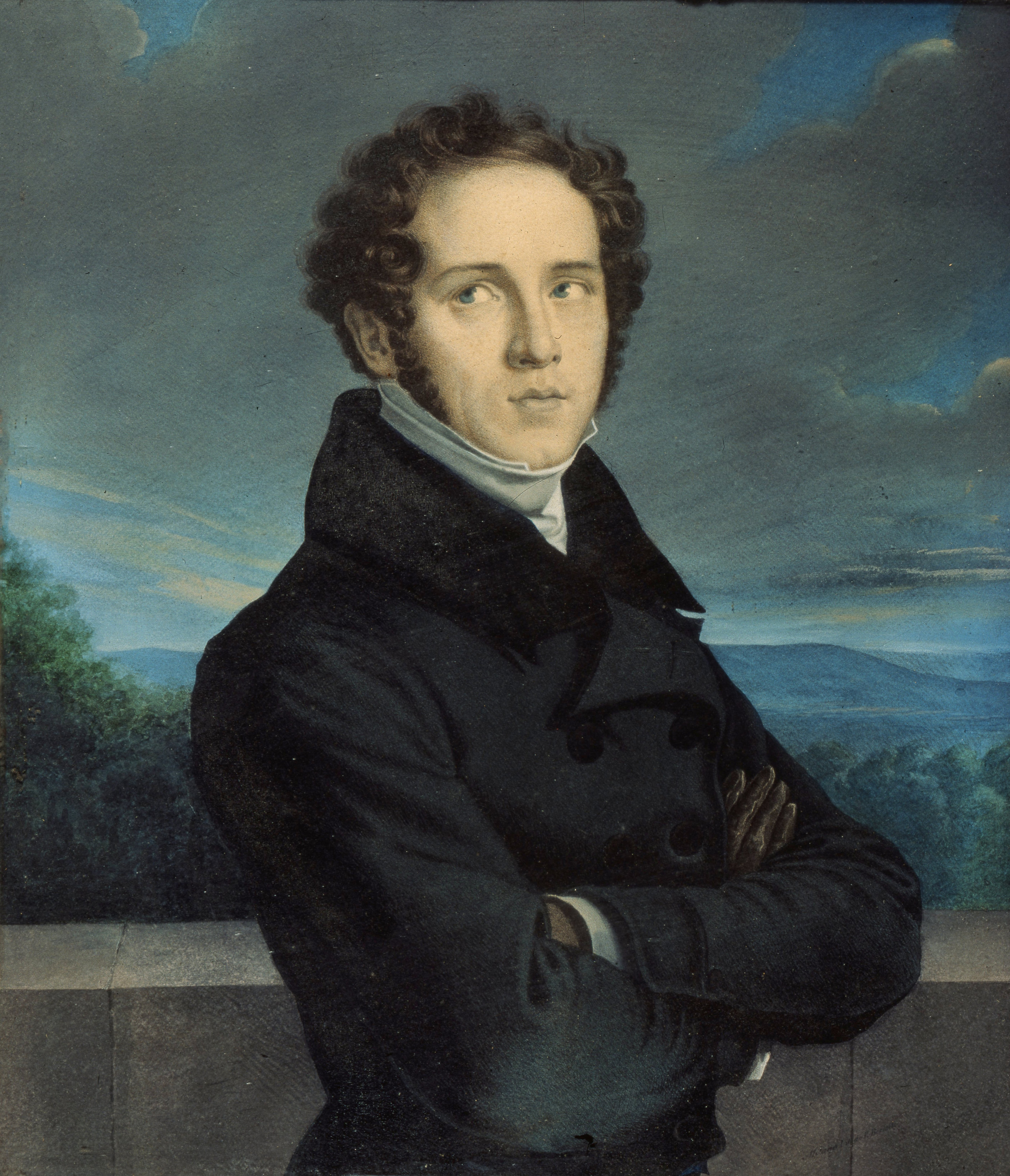
Bellini na portrétu Jeana-Françoise Milleta

Další opera vzniklá ve spolupráci s libretistou Romanim, La straniera, byla u obecenstva ještě úspěšnější než Il Pirata, ale vyvolala i jistou polemiku v tisku pro nezvyklé harmonické posuny do vzdálených tónin. Na základě úspěšné premiéry ze 14. února 1829 napsal Bellini libretistovi Romanimu, přebývajícímu tehdy v Benátkách, i následující slova: „Věc se vydařila tak, jak jsme si to nikdy nepředstavovali. Byli jsme v sedmém nebi. S [tímto dopisem] přijměte můj vděk více než kdy jindy ...“
Opera Zaira, kterou zkomponoval roku 1828 pro otevření divadla Teatro Ducale (Vévodského divadla) v Parmě, nebyla příliš úspěšná. Opět ve spolupráci s Romanim vytvořil dílo na Voltairovu tragédii. Terčem kritiky se stal jednak samotný tvůrčí proces, jež byl značně pomalý a liknavý, jednak hudební a textové kvality díla. Po tomto neúspěchu se Bellini věnoval novému nastudování své opery Il pirata pro milánské Teatro Canobbiana a kompozičně se odmlčel až do počátku roku 1830, kdy obdržel nabídku napsat operu pro benátský karneval na místo původně domluveného (shodou okolností též rodáka z Catanie) Giovanni Paciniho. Zakázku v hodnotě 325 zlatých přijal a zavázal se za 45 dní po obdržení libreta, jímž si určil Romaniho Giuliettu Capellio, uvést novou operu.
Původní libreto opery Nicola Vaccaie Giulietta e Romeo, jehož předlohou byla nikoliv Shakespearova tragédie, ale stejnojmenná hra Luigi Scevoliho, přepracoval libretista Romani v krátkém čase a Bellini, jenž byl v době tvorby opery nemocen, použil některé pasáže své starší kompozice Adelson e Salvini, stejně jako nedávno neúspěšné Zairy. Takto vznikla opera I Capuleti e i Montecchi (Kapuleti a Montekové) premiérovaná v březnu 1830 v benátském Teatro La Fenice, která přinesla tvůrčí dvojici očekávaný úspěch.
Na základě tohoto úspěchu se podařilo skladateli získat smlouvu na další opery – jednu s premiérou na podzim 1831 a další pro karnevalovou sezónu 1832. Byly jimi Norma pro La Scalu a Beatrice di Tenda pro La Fenice. U Belliniho se ovšem opět objevilo onemocnění, jímž trpěl zkraje roku kvůli pracovnímu tlaku a špatnému počasí, a které nakonec vyústilo v jeho smrt. Žaludeční a střevní potíže, jež popisuje v dopise svému strýci jako „obrovskou zánětlivou žaludeční žlučníkovou horečku“ léčil nejprve u svého přítele Francesca Polliniho a jeho ženy v Miláně, později u jezera Como severně od Milána. Na nedaleko Coma vlastnila dům sopranistka (soprano sfogato, mezzosopranistka, schopná zpívat role pro koloraturní soprán) Giuditta Pasta, která se proslavila rolí Desdemony v Rossiniho pařížské produkci Otella a zanedlouho nastudovala titulní roli v nové Donizettiho Anně Boleynové. S jejím obsazením do nové opery počítala autorská dvojice Romani-Bellini, pročež za skladatelem přijel i libretista (který mimochodem v té době připravoval libreto pro zmíněnou Donizettiho novinku), aby spolu vybrali vhodný námět.

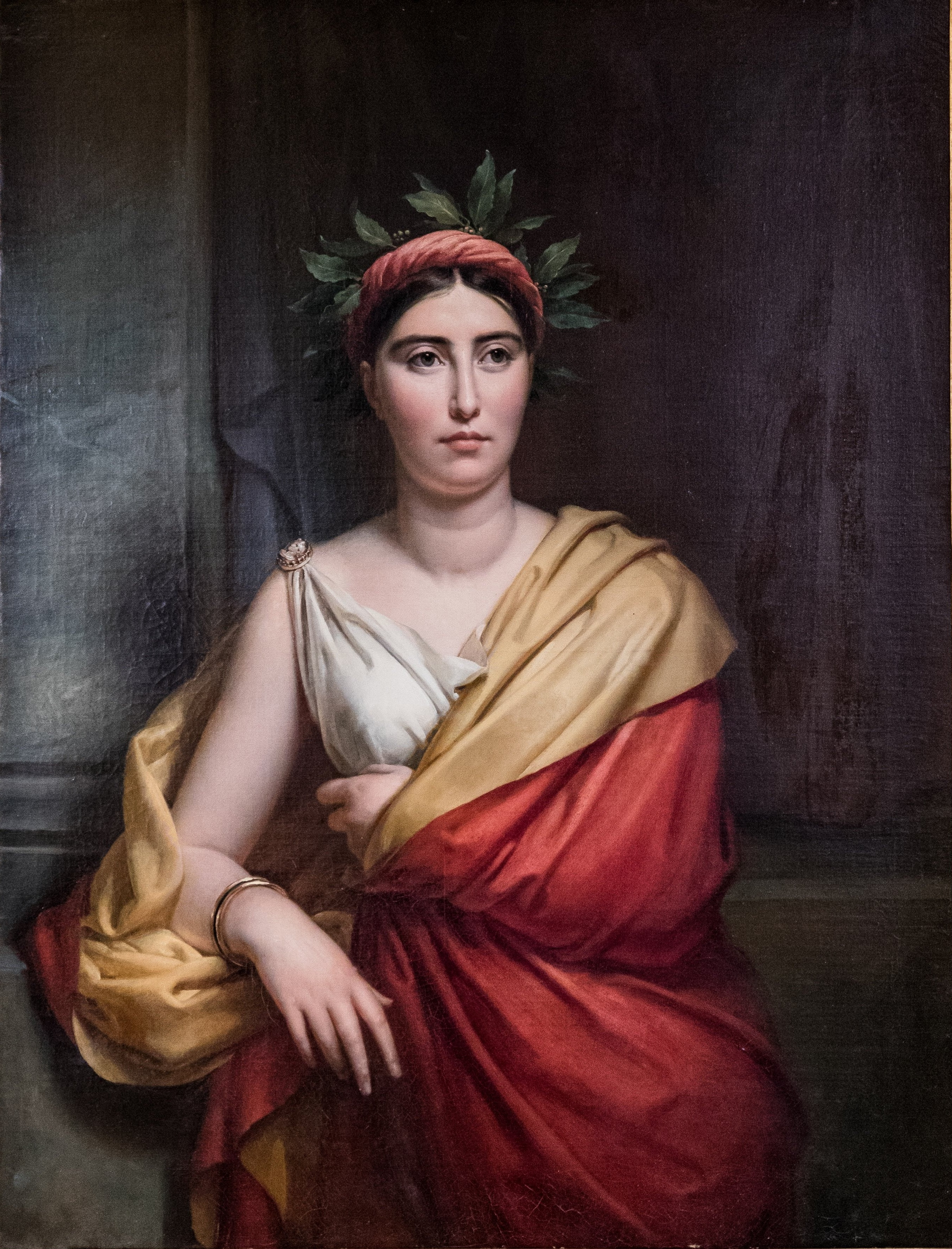
Pěvkyně Giuditta Pasta na počátku 30. let 19. století

Vybraným námětem nakonec bylo drama Hernani Victora Huga, jenž ovšem pravděpodobně mohlo vyvolat konfrontaci s tehdy funkční cenzurou v Rakušany ovládané Lombardii. Romani přesto slíbil, že začne okamžitě psát libreto k Ernanimu, k žádnému progresu u něj, ani u Belliniho ale nedošlo, a tak na počátku ledna 1831 píše skladatel svému příteli Peruchinnimu: „...Ernaniho už nekomponuji, protože by námět musel projít určitými úpravami z rukou policie. (...) Nyní [Romani] píše La sonnambula (...) Nejpozději 20. února musí jít na scénu.“
Opera La sonnambula (Náměsíčná) byla premiérována v milánském Teatro Carcano 6. března 1831, tedy později, než bylo plánováno. Hlavní roli náměsíčné Aminy s obtížnými koloraturami vytvořila Giuditta Pasta. Premiérovému představení byl účasten i ruský skladatel Michail Glinka, který o něm podal v pamětech následující svědectví: „Pasta a Rubini zpívali s nejzřetelnějším nadšením, aby podpořili svého oblíbeného dirigenta [sic]; ve druhém dějství zpěváci sami plakali a strhli s sebou i publikum“. Už v červenci téhož roku byla opera uvedena v londýnském King's Theatre.
Po Náměsíčné začal Bellini s kompozicí slíbené opery pro La Scalu s uvedením v prosinci 1831. Tak přišlo na svět jedno ze stěžejních děl světového operního repertoáru, Norma, tragický příběh stejnojmenné druidské kněžky s velkolepou árií „Casta Diva“ v prvním jednání. Námět pro operu, kterou měla Giuditta Pasta debutovat v La Scale, našli v divadelní hře Norma aneb Infanticida od Alexandra Soumeta. Premiérové představení ovšem skončilo fiaskem, jenž Belliniho zdrtilo. Příčinu neúspěchu lze hledat na základě skladatelových dopisů v hlasové únavě zpěváků, neboť opera se intenzivně zkoušela do posledního okamžiku, dále v samotné struktuře a obsahu opery, a také v reakcích operní klaky mj. v čele s komtesou Giuliou Samoyloff, milenkou skladatele Paciniho, Belliniho konkurenta. Navzdory tomuto neúspěchu se Norma hned v první sezóně dočkala v La Scale 39 představení. V následujícím roce 1832 však Bellini nenapsal po pěti letech poprvé žádnou operu.
Spolu s Romanim na podzim 1832 začal hledat námět pro novou operu, na kterou měl smlouvu s benátským divadlem La Fenice již od úspěšné premiéry Kapuletů, a která měla být uvedena během karnevalové sezóny. Hlavní roli měla opět zpívat Giuditta Pasta, bylo tedy potřeba najít předlohu s výraznou ženskou postavou. Nejprve byla zvažována romantické drama Alexandre Dumase Christine z roku 1830 o životě královny Kristiny Švédské, ale jak Bellini sám píše v listopadu v dopise sopranistce Pasta: „Téma bylo změněno a napíšeme Beatrice di Tenda [podle stejnojmenné hry Carla Tedaldi-Forese.] Bylo pro mě těžké Romaniho přesvědčit, ale přesvědčil jsem ho, že ano, a to z dobrých důvodů. S vědomím, že se vám ten námět líbí (…) Je to člověk dobré vůle a chci, aby ji projevil i tím, že pro mě chce rychle připravit alespoň první dějství.“ Tato slova ale byla daleko od pravdy, neboť vytížený libretista Romani přijal v té době množství dalších zakázek: Mercadantemu slíbil libreto pro operu s plánovaným uvedením již v říjnu, další libreto měl objednané Carlo Coccia pro La Scalu s datem premiéry 14. února 1833, Luigimu Majocchimu slíbil libreto k inscenaci v Parmě na 26. února, Mercadantemu k inscenaci v La Scale 10. března a Donizettimu k inscenaci ve Florencii 17. března. Na libreto k Belliniho novince tedy neměl příliš času a když ani začátkem prosince nejevil známky činnosti, podal na Bellini na Romaniho stížnost prostřednictvím benátského guvernéra. Ten zkontaktoval milánského guvernéra, který nechal Romaniho kontaktovat policií a ten začátkem roku 1833 přijel do Benátek, aby dokončil práci na libretu k opeře, jež měla mít premiéru v druhé polovině února. Stejně jako Bellini byl ovšem rozhořčen i Donizetti, který od Romaniho očekával libreto k opeře Parisina, premiérované v březnu téhož roku.
Kvůli komplikacím s libretem Bellini musel ustupovat pod tlakem času z hudebních požadavků, například tím, že musel zredukovat finále i některé další části, ale i navzdory tomu se nepodařilo dostat operu na jeviště ve sjednaném čase a premiéra 16. března přišla nedlouho před koncem sezóny (začátkem postu). Tento neúspěch byl impulsem pro rozpad do té doby funkční tvůrčí dvojice Romani-Bellini, když se v následujících měsících na stránkách různých italských periodik vzájemně napadali z odpovědnosti za zpoždění vytvoření Beatrice. (O smíření se Romani a Bellini pokusili v roce 1834 v souvislosti s možností napsat novou operu pro Teatro San Carlo, k spolupráci už ale nedošlo, neboť Bellini předčasně zemřel.)

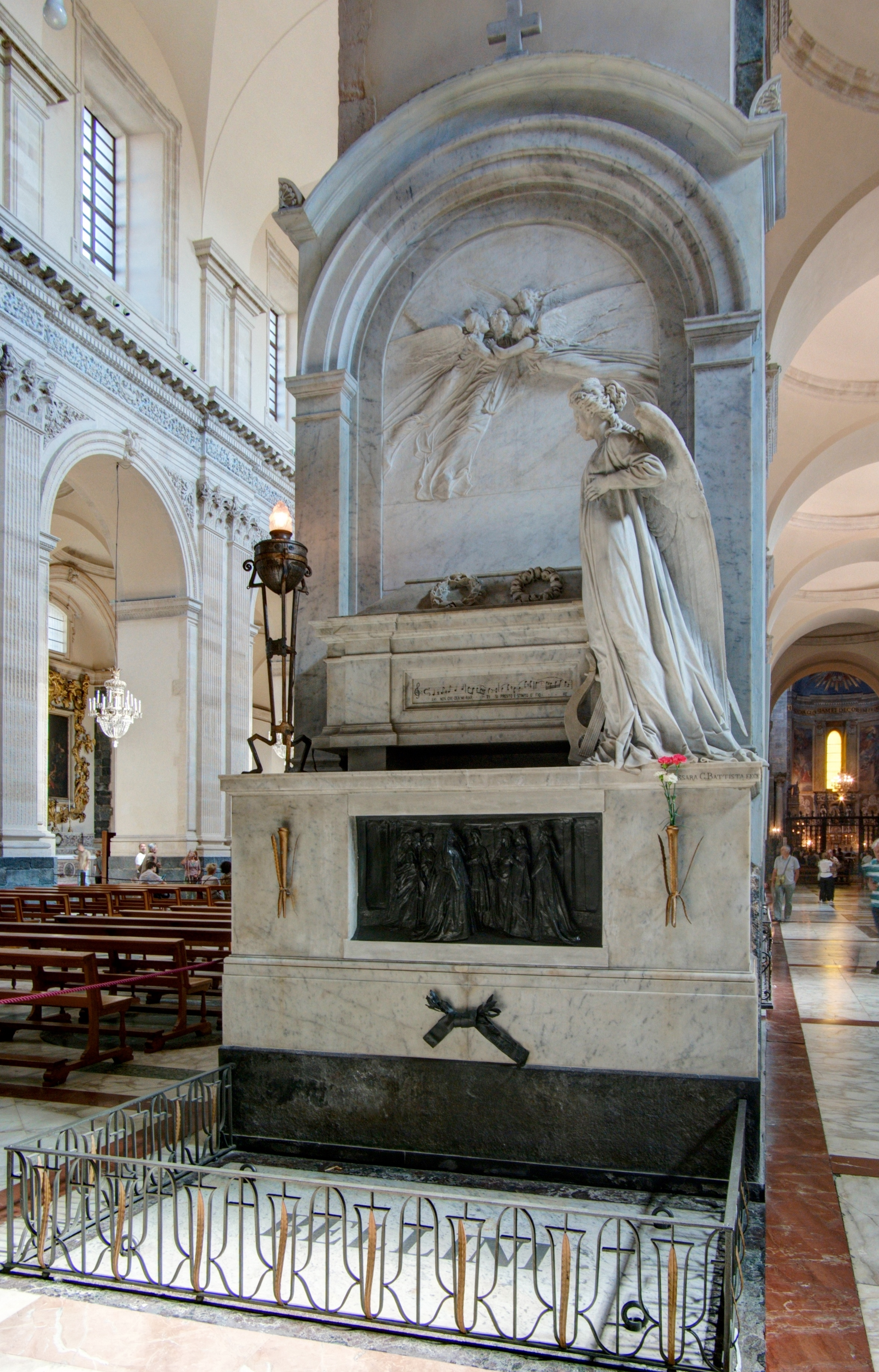
Hrobka Vincenza Belliniho v Catanii

Od dubna do srpna 1833 pobýval Bellini s Giudittou Pasta a dalšími italskými hudebníky v Londýně, kam přijeli hostovat do tamního King's Theatre, kde byly uvedeny jeho opery Pirát, Cizinka a Náměsíčná. Bellini byl anglickému publiku znám již daleko dříve, neboť jeho opery zde byly v předchozích několika letech uváděny. Skladatel také uvedl v červnu v anglické premiéře svou Normu a v červenci Kapulety a Monteky, v srpnu se celý soubor vydal do Paříže, kde již cestou do Anglie dostal Bellini nabídku na kompozici nové opery. V pařížských salonech se skladatel seznámil s představiteli italské emigrace, revolucionáři Giobertim, Tommaseem či budoucím ministerským předsedou Cavourem i s předními osobnostmi kulturní scény, spisovateli Dumasem, Hugem, Heinem, s George Sandovou či s ve Francii působícím operním skladatelem Cherubinim.
Námětem nové opery pro pařížské jeviště se stala divadelní hra Têtes Rondes et Cavalieres (Kulaté hlavy a kavalíři), kterou napsali Jacques-François Ancelot a Joseph Xavier Saintine a která byla uvedena teprve před půl rokem. Jako libretistu si Bellini vybral italského emigranta hraběte Carla Pepoliho, který pocházel z významné boloňské rodiny a který byl aktivní v opozici proti rakouské nadvládě v Itálii, dokud nebyl nucen odejít do exilu ve Francii a Anglii. S ním se seznámil v jednom z pařížských salonů a protože hrabě ještě nikdy žádné libreto nenapsal, Bellini mu poskytl scénář o třiceti devíti scénách (čímž původní drama stlačil do zvládnutelných rozměrů), snížil počet postav z devíti na sedm a zároveň jim dal zpěvnější italsky znějící jména. V korespondenci, kterou spolu autoři budoucí opery I puritani (Puritáni) vedli, zanechal také Bellini začínajícímu libretistovi základní pravidlo, kterým by se měl každý libretista řídit: „Opera musí vyvolávat slzy, děsit lidi, přimět je umírat skrze zpěv.“
Chystané dílo Bellini konzultoval s v Paříži žijícím Rossinim. Opera se dočkala premiéry 24. ledna 1835, která byla nanejvýš úspěšná. Bellini operu věnoval královně Marii Amálii. Na základě úspěchu byl jmenován králem Ludvíkem Filipem rytířem Čestné legie a neapolský král Ferdinand II. mu udělil velkokříž Řádu Františka I. Bellini nadále zůstával v Paříži očekávaje nabídku od Grand Opéry. Při jedné z večeří s básníkem Heinem, který zanechal literární portrét Belliniho ve svém nedokončeném románu Florentinské noci (Florentinische Nächte), měl Heine ke skladatelovi pronést: „Jste génius, Bellini, ale za svůj velký dar zaplatíte předčasnou smrtí. Všichni velcí géniové zemřeli velmi mladí, jako Rafael či Mozart.“
Belliniho gastroenterologické potíže, které skladatele trápily již několik let, vyústily v několikadenní komplikace v září 1835. Skladatel, který před smrtí trpěl „děsivými křečemi“ zemřel 23. září 1835 kolem páté hodiny odpoledne v Puteaux u Paříže ve věku 33 let. Na příkaz krále byla provedena pitva za účelem určení příčiny smrti, v pitevní zprávě dvorní lékař Dalmas píše: „Je zřejmé, že Bellini podlehl akutnímu zánětu tlustého střeva, k němuž se přidal absces v játrech. Zánět střeva vyvolával během života prudké příznaky úplavice.“ Gioacchino Rossini začal okamžitě plánovat hudební program k pohřebnímu obřadu, který se konal 2. října v pařížské Invalidovně, kde se s Bellinim rozloučili sólisté Théâtre-Italien a 350 sboristů. Byl pohřben nejprve v Paříži na hřbitově Père Lachaise, roku 1876 byly jeho ostatky převezeny na Sicílii a uloženy v katedrále jeho rodného města Catania. Pařížská Belliniho hrobka leží vedle původního Rossiniho hrobu, jehož ostatky byly později také přeneseny do rodné Itálie.
Jeho partitury a memorabilia jsou uchovány v katánijském Museu Belliniano. Jeho portrét zdobil od roku 1985 italské bankovky v hodnotě 5000 lir, jež byly v oběhu až do zavedení eura.

## Milostný život

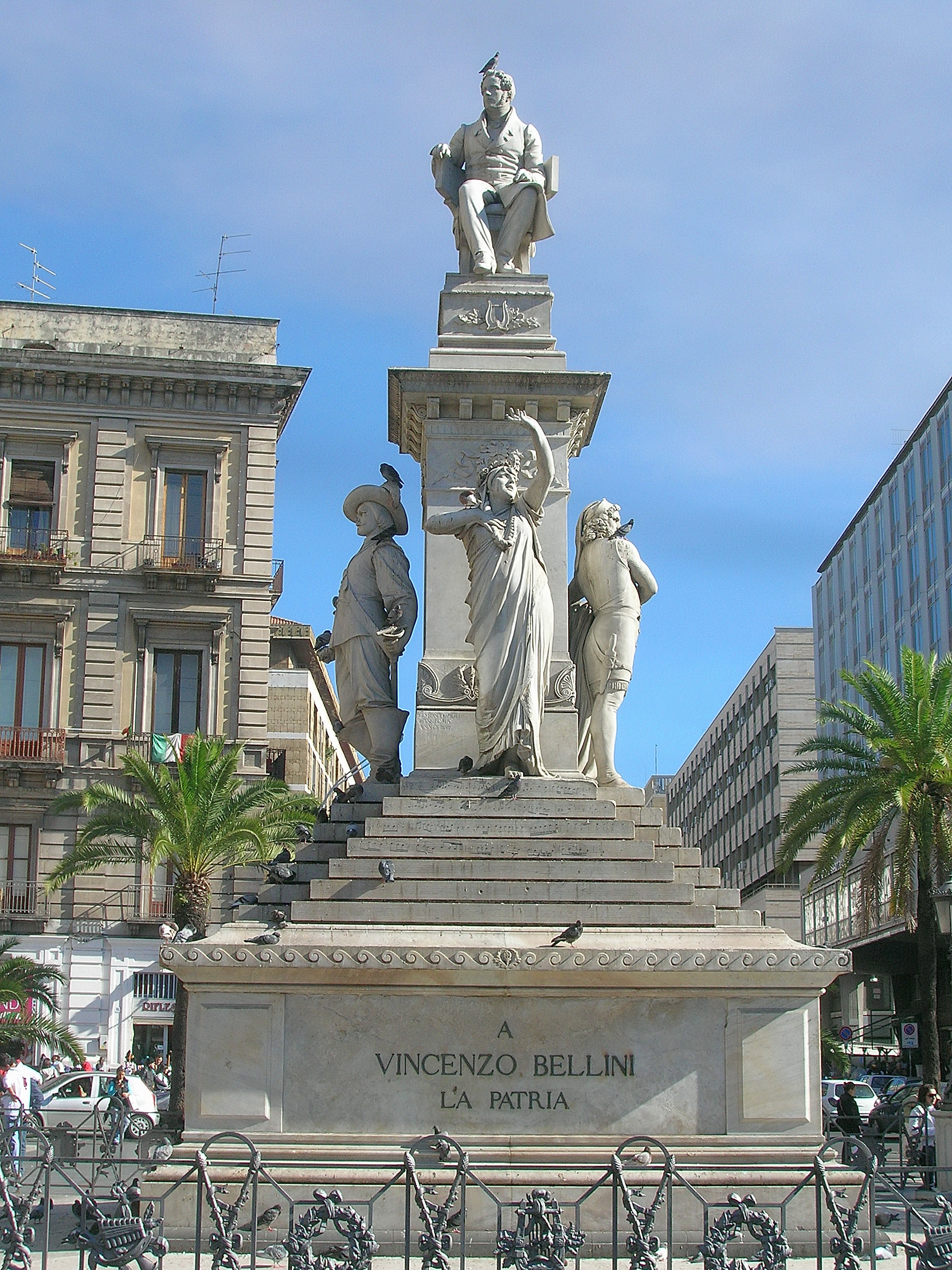
Pomník Vincenza Belliniho v Catanii, Piazza Stesicoro. Sousoší vytvořil Giulio Monteverde.

Během studia na konzervatoři v Neapoli prožil Vincenzo Bellini milostný poměr s Maddalenou Fumaroli. Oba milenci bojovali s nepřízní Maddalenina otce, magistrátního úředníka, který „pouhého cembalistu“ nepovažoval za vhodného ženicha.
Belliniho milostný život v době jeho největší slávy se odehrával ve znamení tří žen, všech tří se stejným jménem Giuditta (tre Giuditte). Byla to především Giuditta Turina (rozená Cantù), kterou potkal při svém pobytu v Janově v roce 1828 v lóži divadla Teatro Carlo Felice a která byla provdaná za výrobce hedvábných látek a zároveň skladatele Fernanda Turinu. Jejich vztah trval do roku 1833. Dalšími dvěma Giudittami byly pěvkyně Giuditta Pasta, první interpretka hlavních rolí jeho tří oper (Amina v Náměsíčné, Norma a titulní role v Beatrice di Tenda) a mezzosopranistka Giuditta Grisi, pro kterou napsal tzv. kalhotkovou roli Romea v I Capuleti e i Montecchi a part Adalgisy v Normě.

## Význam Belliniho díla
Význam Vincenza Belliniho tkví především v jeho vynikající operní tvorbě, přičemž ohledně vokální stránky jeho hudebního díla jej lze považovat za vrcholného představitele tzv. belcanta. Ostatní díla, jak chrámová, tak i sakrální, jsou dnes téměř zapomenuta. V počátcích byl silně ovlivněn Gioacchinem Rossinim, ale již počínaje operou Il pirata si vypracoval vlastní styl. Snažil se o maximální jednotu textu a hudby. Opustil přísné dělení na recitativy a árie a ve větší míře než jeho předchůdci používal zpěvné ariózní recitativy. Mimořádná je jeho melodika, ve které jsou patrny stopy sicilské lidové hudby. Typické jsou pro něj široce klenuté árie (kantilény), vycházející z několikataktových motivů. To vše je jen podtrženo harmonickou a instrumentační vynalézavostí. Bellini byl ve své době nejvlivnějším italským operním skladatelem. Skladatelé jako Gaetano Donizetti, Giovanni Pacini a Saverio Mercadante, kteří byli všichni starší než Bellini, a později také Giuseppe Verdi jej uváděli jako zdroj inspirace pro svůj vlastní kompoziční styl.

### Opery
- Adelson e Salvini – opera semiseria ve 3 jednáních, libreto Andrea Leone Tottola, 1825, Neapol, Teatro del Conservatorio di San Sebastiano; tříaktová semiseria; jediná Belliniho opera využívající secco recitativy
- Bianca e Gernando – melodramma serio ve 2 jednáních, libreto Domenico Gilardoni, 1826, Teatro San Carlo, Neapol; v roce 1828 uvedená v Janově v revidované versi pod původním názvem (viz výše)
- Il pirata (Pirát) – melodramma ve 2 jednáních, libreto Felice Romani, 1827, Teatro alla Scala, Milán
- Bianca e Fernando (revidovaná verse opery Bianca e Gernando) – melodramma serio ve 2 jednáních, libreto Felice Romani podle Domenica Gilardoniho, 1828, Teatro Carlo Felice, Janov
- La straniera (Cizinka) – tragedia lirica ve 2 jednáních, libreto Felice Romani, 1829, Teatro alla Scala, Milán
- Zaira – tragedia lirica ve 2 jednáních, libreto Felice Romani na Voltairovu předlohu, 1829, Teatro Ducale, Parma
- I Capuleti e i Montecchi (Kapuleti a Montekové) – tragedia lirica ve 2 jednáních, libreto Felice Romani přepracování svého staršího libreta k opeře Giulietta e Romeo Nicoly Vaccaie podle stejnojmenného dramatu Luigi Scevoliho, 1830, Teatro La Fenice, Benátky
- La sonnambula (Náměsíčná) – opera semiseria ve 2 jednáních, libreto Felice Romani podle ballet-pantomime Eugèna Scriba a Jean-Pierre Aumera Jean-Pierre Aumer, 1831, Teatro Carcano, Milán
- Norma – tragedia lirica ve 2 jednáních, libreto Felice Romani podle hry Alexandre Soumeta, 1831, Teatro alla Scala, Milán
- Beatrice di Tenda – tragedia lirica ve 2 jednáních, libreto Felice Romani podle stejnojmenné hry Carla Tedaldi Forese, 1833, Teatro La Fenice, Benátky
- I puritani (Puritáni) – melodramma serio ve 3 jednáních, libreto Carlo Pepoli podle hry Jacquese-Françoise Ancelota a X. B. Saintina, 1835, Théâtre Italien, Paříž

### Jiná díla
- 8 krátkých symfonií zkomponovaných kolem roku 1820
- Koncert pro hoboj Es dur – dvouvětý attaca (1823), jediná dokončená koncertantní skladba (nedokončil fagotový koncert a existují skici pro flétnový k.)
- několik písní a samostatných árií
- 7 klavírních skladeb; 3 z nich jsou pro čtyřruční klavír
- Varhanní sonáta G dur
- 40 duchovních skladeb včetně:
  - Salve Regina a moll pro soprán a varhany (ca 1820)
  - Salve Regina f moll pro sbor a varhany (ca 1820)
  - Messa di Gloria a moll pro sóla, sbor a orchestr (1821)
  - Mše e moll pro sóla, sbor a orchestr (1823)
  - Mše g moll pro sóla, sbor a orchestr (1825)
  - Magnificat, Tantum ergo, Te Deum, hymny a moteta